# Râul Oancea, Lotrișoara Mare
Râul Oancea este un curs de apă, afluent al râului Lotrișoara Mare. 